# Dichaetomyia prolixa
Dichaetomyia prolixa är en tvåvingeart som först beskrevs av Walker 1864.  Dichaetomyia prolixa ingår i släktet Dichaetomyia och familjen husflugor. Inga underarter finns listade i Catalogue of Life.